# Bingera-Nationalpark
Der Bingera-Nationalpark (englisch Bingera National Park) ist ein 54 Quadratkilometer großer Nationalpark in Queensland, Australien.

## Lage
Er liegt in der Region Wide Bay-Burnett an der Sunshine Coast etwa 280 km nördlich von Brisbane und 260 km südöstlich von Rockhampton. Von Bundaberg aus passiert man nach etwa 22 Kilometer, über den Isis Highway in südliche Richtung, den Nationalpark. Es gibt keine Besuchereinrichtungen.
In der Nachbarschaft liegen die Nationalparks Burrum-Coast und Cordalba.

## Fauna
Hier werden, von der Zivilisation relativ unberührte, küstennahe Feuchtgebiete geschützt.
Im Park sind zahlreiche Frösche, Vögel, Reptilien und Säugetiere beheimatet, darunter die gefährdete Kleine Lappenfledermaus (Chalinolobus picatus), aus der Familie der Glattnasenfledermäuse, und Koalas.
Unter den Vögeln sind besonders häufig der Lärmlederkopf, Braunhonigfresser (Lichmera indistincta) und Graubrust-Dickkopf (Colluricincla harmonica) zu beobachten.